# Distretto di Bouawut
Il distretto di Bouawut (usbeco Boyovut) è uno degli 8 distretti della Regione di Sirdaryo, in Uzbekistan. Il capoluogo è Bouawut.